# Fernando Sánchez (diseñador)
Fernando Sánchez (Amberes, 9 de agosto de 1935 - Nueva York, 28 de junio de 2006) fue un diseñador de modas español. Fue conocido por diseñar colecciones de lencería provocativas que, debido a su elegancia, muchas veces fueron utilizadas como vestidos visibles en público. Entre sus trabajos más influyentes (y que por desconocimiento no se le reconocen) destacan los dos modelos de encaje (un vestido de novia, y otro negro) que lució la cantante Madonna en su vídeo musical de la canción Like a Virgin . Sánchez recibió varios premios de moda Coty, al igual que el premio Council of Fashion Designers of America en 1981.

## Vida y carrera
Sánchez nació en una familia acomodada en Amberes (Bélgica). Su padre murió cuando era muy joven. Cuando tenía unos quince años, viajó con su madre a París para ver los diseños de Jacques Fath. Más tarde le envió un portafolio y Fath lo recomendó en École de la Chambre Syndicale de la Couture, una escuela de modas en París. Allí, fue compañero de clases de Yves Saint-Laurent. Mientras St. Laurent revolucionaría la vestimenta femenina lucida de día, Sánchez revolucionaría la ropa vestida de noche.
En 1960, se mudó a Nueva York inspirado por la película West Side Story. Sánchez inició su propia compañía en 1974, donde revolucionó el género de la lencería para mujer fabricándolo con técnicas que se empleaban normalmente en la fabricación de vestidos. De hecho, algunos modelos suyos elaborados con seda y encajes eran lucidos como vestidos de noche. Él no consideró que su obra era simplemente ropa interior, y no fue tratada como tal por el mundo de la moda. 
Personaje bien relacionado en Nueva York, a su amistad con Yves Saint Laurent hay que sumar una amplia agenda de contactos; desde Andy Warhol y Liza Minnelli hasta famosas modelos como Jerry Hall, Rene Russo y una joven Naomi Campbell, quien consiguió uno de sus primeros contratos luciendo modelos de Sánchez. También Claudia Schiffer posó para fotografías con creaciones de este diseñador, quien igualmente trató con John Galliano. 

### Los vestidos de "Like a Virgin"
La obra de Fernando Sánchez prefigura la aceptación general de la ropa interior como ropa de vestir, digna de lucirse al exterior como un atuendo más. Este fenómeno, que se generalizó en la década de 1990, fue anticipado en los años 80 por figuras populares como la cantante Madonna; de hecho ésta saltó al estrellato en 1984 gracias al vídeo musical de "Like a Virgin", donde lucía dos modelos de encaje (un vestido de novia y otro negro, de noche) diseñados por Fernando Sánchez . El vestido de novia lo elaboró Fernando siguiendo unos bocetos pensados por Madonna, Mary Lambert (directora del videoclip) y la estilista Tina Bossidy. El vestido de noche fue una creación enteramente pensada por el diseñador.
Posteriormente Sánchez diseñó modelos para actuaciones de Tina Turner, así como la lencería lucida por Cher en la película Las brujas de Eastwick. En 1992 Elizabeth Taylor posó con un vestido de Sánchez para la portada de Vanity Fair.
El diseñador trabajó además para Nina Ricci, Christian Dior, la compañía de lencería de Nueva York Warner's y Yalla Inc.

### Fallecimiento
Murió en su lujoso domicilio de Manhattan el 28 de junio de 2006, de un paro cardíaco debido a complicaciones de leishmaniasis, una enfermedad transmitida por la mordida de la mosca de arena. Había contraído la enfermedad dos años antes, durante una estancia en Marruecos.